# Stadtbücherei Gladbeck
Die Stadtbücherei Gladbeck ist eine öffentliche Bibliothek in der Stadt Gladbeck (Kreis Recklinghausen). Sie zählt mit rund 115.000 Medien und jährlich ca. 410.000 Entleihungen zu den Bibliotheken der Sektion 3A des Deutschen Bibliotheksverbands (DBV). Die Stadtbücherei kooperiert mit den anderen 9 Bibliotheken im Kreis Recklinghausen unter anderem durch die gemeinsame E-Ausleihe in der Onleihe, einen gemeinsamen Bibliothekskatalog und eine gemeinsame Verbundoberfläche für die Digitale Bibliothek.

## Geschichte

### 1921–1945 Leihbücherei und Gründung der städtischen Volksbücherei
In den 1920er Jahren gab es in Gladbeck kleinere Büchereien. Es handelte sich um Büchereien mehrerer Kirchengemeinden sowie gewerbliche Leihbüchereien, zum Teil in Verbindung mit Buchhandlungen und Gewerkschaftsbüchereien. 1933 lösten die Nationalsozialisten die gewerkschaftlichen Büchereien auf und verbrannten öffentlich deren Bestände am 2. Juli 1933. Alle anderen Leihbüchereien wurden staatlich streng überwacht. Mit Verbotslisten unerwünschter Literatur und zwingenden Listen erwünschten Schrifttums wurden die Buchbestände aller Leihbüchereien auf die nationalsozialistische Linie gebracht.
Unter diesem Vorzeichen standen die Gründung und die Eröffnung der ersten städtischen Volksbücherei Gladbecks am 2. Mai 1938. Sie war im heutigen Ratsgymnasium als Thekenbücherei mit ungefähr 4.300 Bänden untergebracht. Der Buchbestand stieg auf rund 10.000 Bücher im Jahr 1945 an.
Im März 1945, wurde das Gymnasium durch einen Luftwaffenangriff weitestgehend zerstört. Dem Angriff fiel auch das Buchmagazin mit etwa 5.000 Büchern zum Opfer.

### 1945–1954 Neuanfang

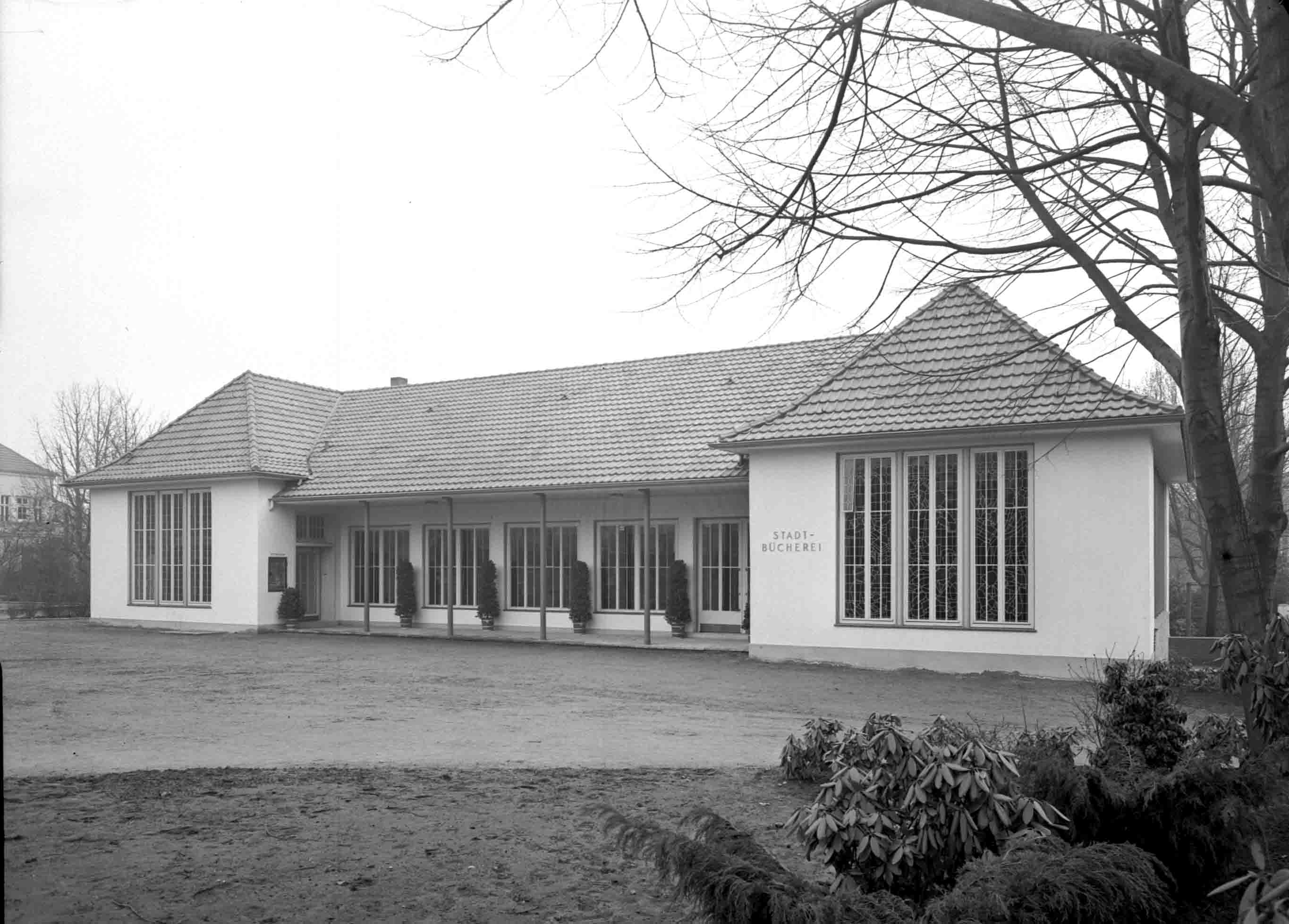
Freihandbücherei Gladbeck 1954

Durch die Zerstörung des Ratsgymnasiums bestand Raumnot. Zunächst wurde der Buchbestand in der städtischen Berufsschule an der Bismarckstraße untergebracht und war dort nach kurzer Zeit wieder für die Öffentlichkeit zugänglich. 1949 wechselte der Standort der Bücherei in die ehemalige Oberbürgermeister-Villa in der Friedrichstraße und zog 1952 in die Lutherschule um.
Zur selben Zeit begann die Planung eines neuen Büchereigebäudes in der Nähe des heutigen Hallenbads im Rathauspark.
Durch den Bombenangriff wurden etwa 50 % der Literatur vernichtet. Nach der „politischen Säuberung“ von nationalsozialistischer Literatur verringerte sich der Bestand um weitere 2.000 Exemplare, sodass 1946 noch knapp 3.000 Bücher verblieben.

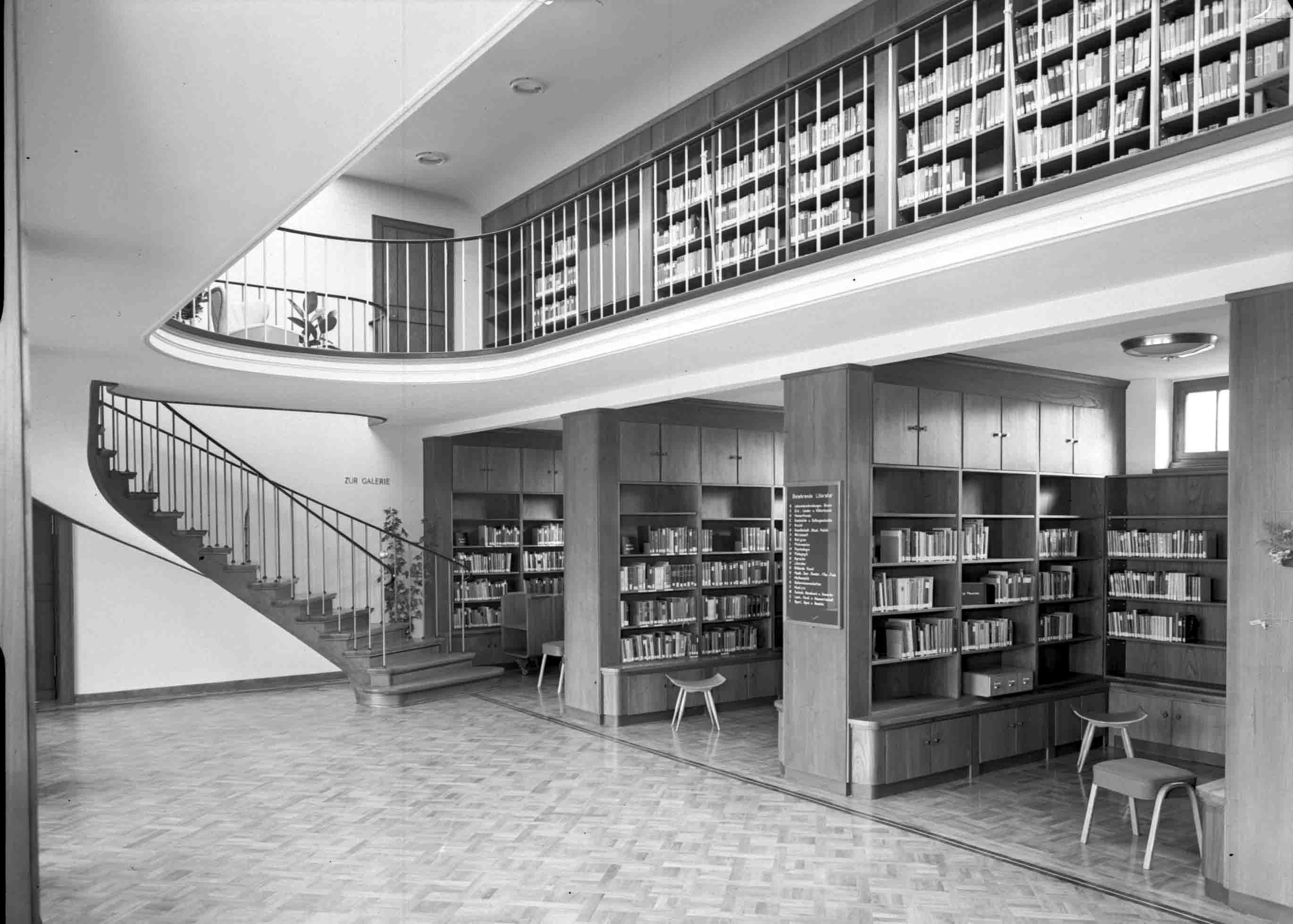
Innenansicht 1954

Anfang März 1953 begannen die Arbeiten am Neubau der Bücherei im Rathauspark. Im neuen Gebäude wurde das Freihandsystem eingeführt. Bei der Eröffnung am 24. Februar 1954 galt die Stadtbücherei als eine der modernsten Einrichtungen in Deutschland. Heute beherbergt das Gebäude die „Neue Galerie Gladbeck“ und das Restaurant „Mundart“

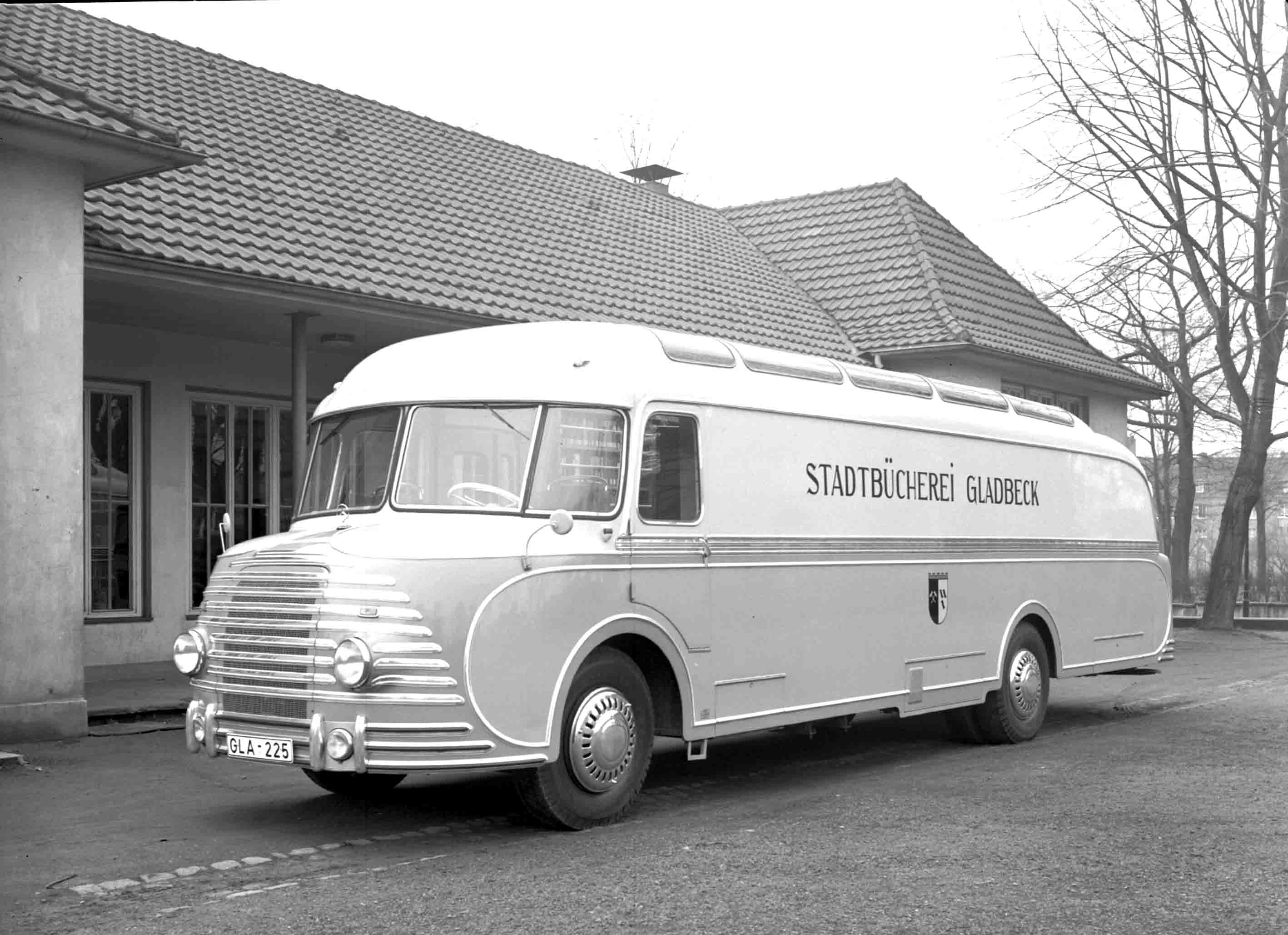
Bücherbus 1957

### 1954–1983 Erweiterung der Stadtbücherei
Mit der Einweihung des Neubaus stieg die Popularität der Bücherei. Die Zahl der Ausleihen verdoppelte sich binnen eines Jahres auf 101.655 im Jahr 1955. Angesichts dieser positiven Entwicklung dachte die Stadtverwaltung über Zweigstellen in den größeren Stadtteilen nach. Aus finanziellen Gründen wurde diese Idee jedoch verworfen und stattdessen 1957 der „Bücher-Bus“, als eine der ersten Autobüchereien im Ruhrgebiet, mit rund 1.900 Bänden auf die Straßen geschickt. 1963 sowie 1971 wurde dem wachsenden Buchbestand mit der Errichtung zweier Pavillons an der Südseite der Bücherei Raum geschaffen. Dabei entstand erstmals eine separate Kinderabteilung.
1976 wurden mehr als eine viertel Million Ausleihen verzeichnet. Gladbeck hatte damit eine der am lebhaftesten genutzten Stadtbüchereien vergleichbarer Mittelstädte.
1982 wurde der soziale Bücher-Hausdienst „Bücher auf Rädern“ eingeführt, der hausgebundene Personen und Bewohner von Altenheimen oder Seniorenzentren mit Lektüre versorgte. Dieser Service musste, als der Zivildienstes abgeschafft wurde, 2011 eingestellt werden.

### 1983–2012 Umzug ins Kulturzentrum
1983 bezog die Bücherei als zweite Einrichtung nach dem Jugendzentrum das „Kulturzentrum Gladbeck“. Die Bücherei wurde mit diesem Schritt zu einer Mediothek mit Schallplatten, Spielen, Kunst ausgebaut und bezeichnete sich als „Stätte der Begegnungen“. 1987 öffnete die Mathias-Jakobs-Stadthalle und vervollständigte das Kulturzentrum an der Friedrich-Ebert-Straße. 1986 zählte die Stadtbücherei Gladbeck mit mehr als 200.000 Besuchern und über 500.000 Medienausleihen zu den meistgenutzten Öffentlichen Bibliotheken in Nordrhein-Westfalen.

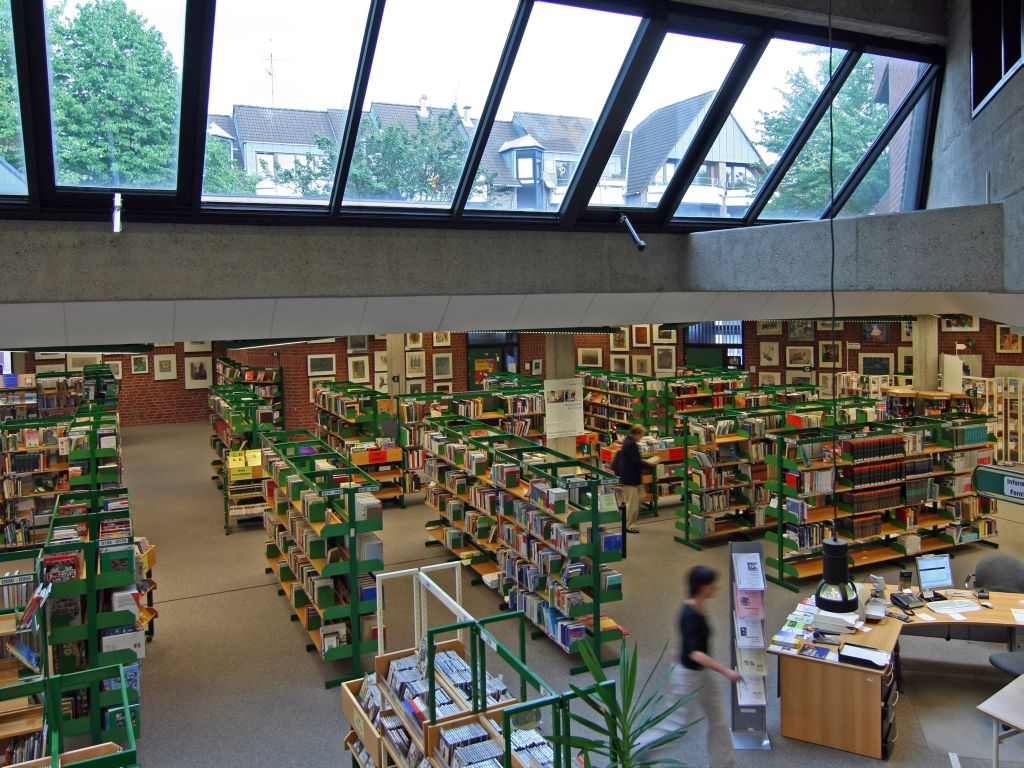
Blick auf den Sachbuchbereich

Mit dem neuen Gebäude erhielt die Stadtbücherei Raum für Veranstaltungen und Ausstellungen. Ausstellungen wie „Das Leben der Anne Frank“, „Kindersoldaten – Opfer und Täter“ und „Face to Face – Gesichter des Ruhrgebiets“ wurden gezeigt. Autoren waren zu Gast in der Stadtbücherei, darunter Martin Walser, Robert Gernhardt, Donna Leon. Daneben bot und bietet die Gladbecker Stadtbücherei Bürgern die Möglichkeit, mit Ausstellungen, Vorträgen und Lesungen das Kulturprogramm aktiv mitzugestalten.
1990 wurde die Bücherei mit einem elektronischen Verbuchungssystem versehen. 1996 wurde den Besuchern der erste internetfähige PC zur Verfügung gestellt. Nach und nach wurde der Online-Service ausgebaut, zu dem zunächst der Online-Katalog und eine separate Website der Kinderbücherei gehörten. Seit 2000 können Büchereikunden ihr Leserkonto über den OPAC von zu Hause verwalten.
Für Kinder finden regelmäßig Veranstaltungen statt. Höhepunkt war seit 1993 die jährliche KinderLiteraturNacht mit Lesungen, Theater, Musik und einem Mitmachprogramm für Kinder im Grundschulalter.
2013 wurde die KinderLiteraturNacht nach 20 Jahren durch das Kinderlesefest abgelöst.
Am 15. Februar 2012 wurden durch Brandstiftung im Untergeschoss der Stadtbücherei mehrere Büroräume zerstört; weitere Räumlichkeiten der Bücherei erlitten Rußschäden, sodass die Bücherei mehrere Wochen geschlossen blieb.

### 2024 Umbau des Eingangsbereichs

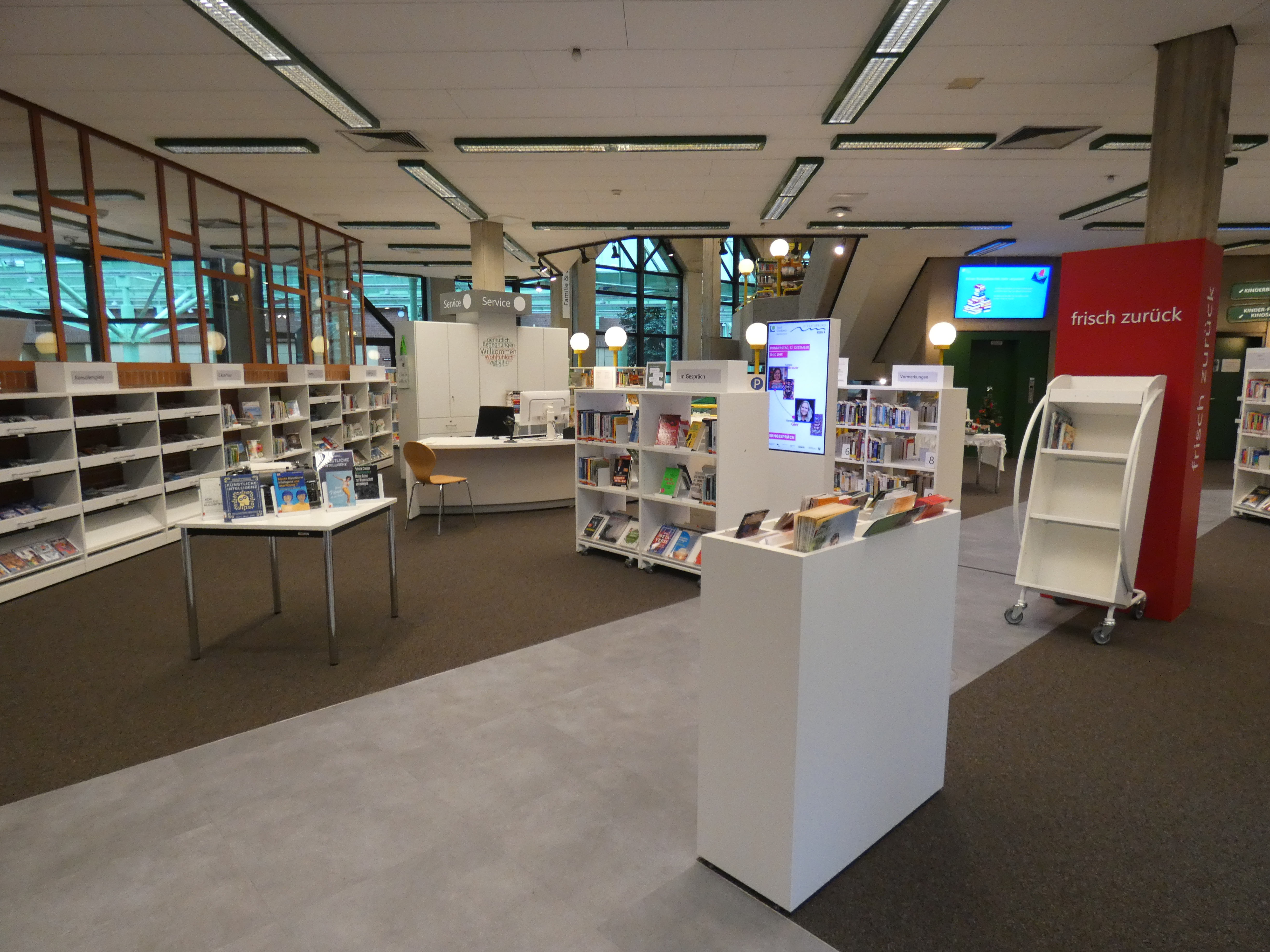
Eingangsbereich ServicePunkt Stadtbücherei Gladbeck

Im Oktober und November 2024 wurde die Stadtbücherei für die Umstellung auf Selbstverbuchung mit Hilfe von RFID geschlossen. In dem Zeitraum wurde der Eingangsbereich komplett neu gestaltet, ein Wanddurchbruch für eine Außenrückgabe durchgeführt, zwei neue Selbstverbuchungsterminals und ein intelligentes Rückgaberegal eingerichtet. Gefördert wurde der Umbau durch das Ministerium für Kultur und Wissenschaft des Landes Nordrhein-Westfalen. Insgesamt wurden für die Modernisierung rund 459.000 Euro investiert.
Am 30. November 2024 öffnete die Stadtbücherei Gladbeck mit einem bunten Programm für die ganze Familie wieder ihre Türen.

### Leiter der Stadtbücherei
- 1938–1939 Mathilde Hammerschmidt
- 1939–1941 Johannes Brück
- 1941–1942 Karl Leyh
- 1942–1946 Margarete Kohnen
- 1946–1960 Luise Rennebaum
- 1960–1974 Herbert Kösters
- 1974–1979 Ilse Berndt
- 1979–1989 Dörte Hundrieser
- 1989–2018 Uwe von der Weppen
- 2018–heute Eva Beck

## Daten und Zahlen
Auf rund 2.500 m² bietet die Bücherei Medien für alle Altersgruppen: etwa 115.000 Medieneinheiten, bestehend aus Sachbüchern, Romanen, Kinderbüchern, Zeitschriften und elektronischen sowie audiovisuellen Medien. Die rund 80.000 Besucher liehen im Jahr 2023 in den ca. 3400 Öffnungsstunden etwa 410.000 Medieneinheiten aus.

### Artothek
Die Artothek, mit einem Bestand von etwa 360 Kunstwerken, ist eine Besonderheit der Stadtbücherei Gladbeck. Kunstwerke können für einen Zeitraum von 3 bis 9 Monaten ausgeliehen werden. Die Auswahl an Bildern ist in einem Katalog mit Künstlerbiographien, Bildanalysen und Formatangaben dokumentiert und über die Website zugänglich.

### Bücherbus

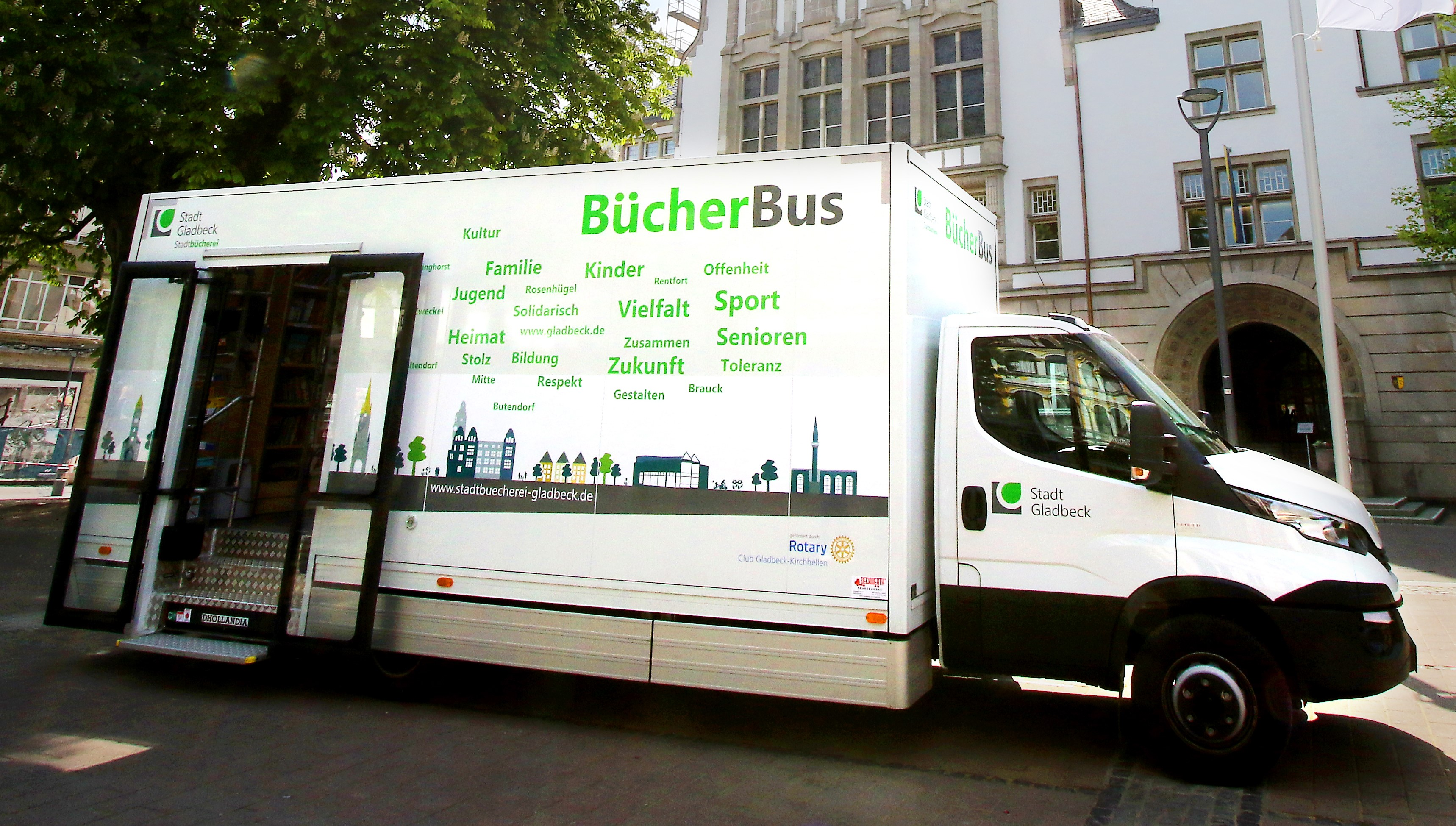
Bücherbus der Stadtbücherei Gladbeck von 2017

Der Bücherbus versorgt mit einem Eigenbestand von rund 15.000 Medien an 23 Haltestellen die Stadtteile Gladbecks. Sein Angebot besteht aus Kindermedien und Belletristik. Der Bücherbus besucht Kindergärten und Schulen. Dort werden in Kooperation mit den Einrichtungen unterstützende Angebote im Rahmen der Leseförderung und Medienkompetenz angeboten. Kindergartenkindern wird im Bücherbus mit verschiedenen Bilderbuchkinos ein niedrigschwelliger Einstieg in die Welt der Bücher und Bücherausleihe geboten.

## Service und Dienstleistungen

### Onleihe
Als eine der ersten Bibliotheken in NRW bot die Stadtbücherei Gladbeck 2008 die Onleihe an. Sie entstand als Kooperationsprojekt mit 9 weiteren Bibliotheken im Kreis Recklinghausen. Die Onleihe ist ein zusätzlicher Online-Service, mit dem digitale Medien, E-Books (Bücher im PDF und e-Pub Format), E-Paper (Zeitschriften und Magazine), E-Videos (Filme), E-Audios (Hörbücher) und E-Music ausgeliehen werden können. Zum Testen dieses Angebotes bietet die Stadtbücherei zusätzlich mehrere E-Book-Reader zur Ausleihe an. Das Angebot der Onleihe wird fortlaufend ausgebaut.

### Online-Service und Datenbanken
Online können Leser die Leihfrist verlängern, Medien vormerken, Anschaffungen vorschlagen, Jahres- und Mahngebühren elektronisch bezahlen oder Tickets für Veranstaltungen der Stadtbücherei bestellen.
Auf der Website der Stadtbücherei Gladbeck finden Leser Informationen zu Projekten und Veranstaltungen, sowie die Zugänge zu Onleihe und Online-Katalog (OPAC). Außerdem wird die Nutzung weiterer elektronischer Ressourcen angeboten, wie z. B. des Literaturrechercheportals DigiBib, welches die Metasuche in rund 500 verschiedenen wissenschaftlichen Katalogen und Datenbanken ermöglicht.

### Vor-Ort-Service
In der Bücherei gibt es unter anderem 3 Plätze zur Internetnutzung, 2 Computer zum Schreiben von Bewerbungen, 9 OPACs, diverse Arbeitstische und Leseecken. In der Kinderbücherei können Spiele ausgeliehen und angespielt werden, und im „Forum“ finden Bibliotheksbesucher Zeitungen und Zeitschriften.

## Leseförderung

### Schulungen und Führungen
Schüler werden bei Führungen mit der Nutzung des Online-Kataloges sowie mit Strategien zur Informationsbeschaffung vertraut gemacht. Zusätzlich gibt es verschiedene Angebote zur Förderung der Medienkompetenz, bei der unter anderem verschiedene Roboter eingesetzt werden. Lernsoftware, Abiturhilfen, Themenkisten und Klassensätze dienen der Leseförderung.
Durch Veranstaltungen wie den Sommerleseclub werden Kinder ab 10 Jahren zum Lesen angeregt. Die Bücherei gehört zur überregionalen Kinder-Förderinitiative „Kulturstrolche“. Kinder der 2. bis 4. Klasse besuchen, einmal im Schuljahr die Stadtbücherei und schauen dort hinter die Kulissen.
Für Oberstufenschüler wird seit 2010 das Projekt „Fit für die Facharbeit“ angeboten. Im Fokus steht das Erlernen der Literaturrecherche in Büchern, Internet und Datenbanken. Auch auf ihrer Webseite gibt die Stadtbücherei Gladbeck Tipps zur Recherche und Anfertigung der Facharbeiten.
Interkulturelle Projekte, wie „Mit Sprache (auf)wachsen“ (2009), unterstützen die Förderung mehrsprachiger Familien und bieten Kindern, Eltern und Erziehern ein Programm zum Thema Sprachförderung und -integration.

### Bildungspartnerschaft und Vorlesepaten
Das Projekt „Netzwerk Vorlesen“ hat sich 2005 aus dem vom Land Nordrhein-Westfalen geförderten Projekt „Bist du auch lesekalisch?“ entwickelt und zielt auf die Sprach- und Lesekompetenz von Kindern im Vorschulalter. Ehrenamtliche Vorleser lesen in Kindergärten, Kindertagesstätten, Grundschulen und in der Bücherei vor. Die Tätigkeit der Vorlesepaten unterstützt die Arbeit der hauptamtlichen Pädagogen und bezieht die Eltern mit ein.

## Veranstaltungen
- InterMezzo: Mit der Reihe „InterMezzo“ veranstaltet die Bücherei 6-mal im Jahr ein abendliches Kulturprogramm mit Comedy- und Kabarettveranstaltungen sowie Lesungen. Auf der Bühne zu Gast waren unter anderen Wilfried Schmickler, Jürgen Becker, Frank Goosen, Fritz Eckenga, Hennes Bender und Hagen Rether.

- Nacht der Bibliotheken: Seit 2005 findet die landesweite Nacht der Bibliotheken im Zwei-Jahres-Takt auch in Gladbeck statt. Die Stadtbücherei bietet an diesem Abend neben einer verlängerten Bibliotheksnutzung bis Mitternacht ein buntes Kulturprogramm mit Lesungen, Comedy- und Kabarettveranstaltungen, einem Kinderprogramm, Musik und Verpflegung.

- Ausstellungen: In den 1960er Jahren begann Büchereileiter Kösters internationale Literatur, beispielsweise afrikanische, in der Bücherei auszustellen. Darüber hinaus wurden seit dem Bücherei-Neubau auch dokumentarische Ausstellungen zu gesellschaftspolitischen Themen, Kunst- und Fotoausstellungen gezeigt.

- Kinderprogramm: Mit dem Bilderbuchkino und Vorlesestunden werden Kleinkinder mit Büchern vertraut gemacht. Auch „Schlaumeiereien“ werden regelmäßig angeboten. Jährlich findet einer der Kreisentscheid Recklinghausen im Rahmen des „Vorlesewettbewerb des Deutschen Buchhandels“ für Schüler der weiterführenden Schulen in der Bücherei statt. Kinder haben in der Stadtbücherei einen Bereich mit Leseecken, Brettspielen, CDs und Tonies, sowie einem Mal- und Basteltisch.

## Gäste
Die Stadtbücherei hatte unter anderen die folgenden Gäste:
| Comedians und Kabarettisten | Autoren | Künstler |
| --- | --- | --- |
| - Piet Klocke - Hennes Bender - Jürgen Becker - Hella von Sinnen - Jürgen Domian - 3Gestirn - Serdar Somuncu - Johann König - Michael Krebs - Knacki Deuser - Hagen Rether - Abdelkarim - Fritz Eckenga - Benjamin Eisenberg - Wilfried Schmickler - Helge Schneider - Dave Davis - William Wahl - Andreas Langsch - Ingo Oschmann | - Donna Leon - Ingrid Noll - Tilman Spengler - Robert Gernhardt - Siegfried Lenz - Eckhard Henscheid - Martin Walser - Hardy Krüger - Dietrich Schwanitz - Doris Gercke - Max von der Grün - Erica Fischer - Cornelia Funke - Wolfgang Hohlbein - Knister - Siegfried Lenz - Gabriele Wohmann - Sally Perel - Leon de Winter - Max Goldt - Paul Maar - Peter Härtling - Knister - Jörg Hartmann - Frank Goosen - Kerstin Gier | - Rufus Beck - Harry Rowohlt - Maegie Koreen - Sebastian 23 - Torsten Sträter - Tom Lehel - Sascha Thamm - Murzarella |